# Marcel Moens
Marcel T.J. Moens (ur. 1 lutego 1892, zm. ?) – belgijski łyżwiarz szybki.
Brał udział w Zimowych Igrzyskach Olimpijskich 1924. W wyścigu na 500 m zajął 26. miejsce, na 1500 m – 21., a na 5000 m – także 21.